# Movimento liturgico
L'espressione Movimento liturgico designa una corrente teologico-pastorale della Chiesa cattolica, sorta nei primi anni del Novecento. Il movimento sorse tra sacerdoti e teologi, desiderosi di restituire alla liturgia il posto che le spetta sia tra le scienze teologiche - da cui invece, all'epoca, era esclusa - sia, soprattutto, nella vita della Chiesa e dei singoli fedeli.

## Caratteristiche salienti
Il Movimento rivendica, per la liturgia, la dignità di scienza e, precisamente, di scienza teologica: invero, era molto diffusa, all'epoca, una concezione formale, anzi formalista, che riduceva la liturgia al complesso delle leggi che debbono osservarsi nella celebrazione dei sacri riti. La speculazione teologica, quindi, trascurava i testi liturgici del presente e del passato; disattenzioni analoghe lamentava anche la storia della Chiesa.
Un primo tratto distintivo del Movimento fu quindi lo studio attento delle liturgie più antiche e, per la Chiesa di rito latino, dei testi anteriori al pontificato di san Gregorio Magno. Questo studio, però, non era fine a sé stesso, né circoscritto alla sede scientifica; al contrario, tra i fautori del movimento era diffusa la convinzione che si dovesse reagire allo stato di decadenza in cui versava la liturgia riscoprendo non solo lo spirito, ma gli stessi riti in uso nell'età apostolica.
Il movimento liturgico si prefigge due obiettivi: la restaurazione della cristianità e l'"inculturazione" nel mondo moderno.

## Storia
Il movimento liturgico si sviluppò negli anni dal 1910 al 1960. Fu preceduto dalla restaurazione liturgica operata da dom Prosper Guéranger nell'ordine benedettino e accompagnata da importanti studi liturgici.
Gli studiosi fanno risalire la nascita del movimento liturgico al congresso di Malines del 1909, in cui dom Lambert Beauduin (1873-1960), monaco dell'abbazia di Mont-César, presentò la sua relazione sulla partecipazione dei fedeli al culto cristiano. Mont-César era una delle abbazie in cui si era dato seguito alla restaurazione liturgica di dom Guéranger, oltre a dom Beauduin, vi erano presenti dom Bernard Botte (1883-1980) e dom Bernard Capelle (1884-1961), che organizzarono le "Settimane liturgiche" e diedero vita ad alcune pubblicazioni, fra cui la rivista Questions liturgiques et paroissiales. Dal punto di vista pratico dom Beauduin chiese al cardinale Désiré-Joseph Mercier, arcivescovo di Malines, di richiedere a Roma il permesso di una messa dialogata, in cui i fedeli potessero a voce alta associarsi alle risposte date dai ministranti nella Messa bassa. Papa Pio X con il motu proprio Abhinc duos annos del 23 ottobre 1913 sembrò voler raccogliere parte delle istanze del movimento liturgico, esponendo la volontà di completare la riforma del breviario e di «disporre meglio numerosi punti della liturgia».
Le iniziative di Mont-César trovarono eco in altre abbazie benedettine in Europa: nello stesso Belgio dom Gaspar Lefebvre dell'abbazia di Saint-André-lez-Bruges pubblicò un Missel vespéral romain che ebbe molte edizioni; in Italia, l'abbazia di Finalpia pubblicò una Rivista liturgica e il benedettino Alfredo Ildefonso Schuster dell'abbazia di San Paolo fuori le Mura diede alle stampe il trattato Liber sacramentorum; in Germania si distinse l'abbazia di Maria Laach con gli studi di dom Odo Casel; in Austria i temi liturgici furono al centro dell'interesse dei canonici regolari dell'abbazia di Klosterneuburg, fra cui si distinse Pius Parsch (1884-1954), e del gesuita Joseph Jungmann.
Negli anni Trenta il movimento liturgico ispirò la costruzione di nuovi edifici di culto. Nel 1931 il cardinale Jean Verdier, arcivescovo di Parigi, lanciò la campagna I cantieri del Cardinale per la dotare di chiese i quartieri periferici di nuova fondazione. Dal 1931 al 1939 furono edificate cento nuove chiese.
Negli anni Cinquanta emerge una divergenza tra una parte del movimento liturgico più legata all'impostazione di dom Guéranger, che ha come centro d'irradiazione l'abbazia di Solesmes in Francia e una parte più riformatrice che fa capo al Belgio e in particolare all'abbazia di Mont-César. Nel 1943 i padri Pie Duployé e Aimon-Marie Rouget avevano fondato il Centro di Pastorale Liturgica, il cui organo di stampa era la rivista Maison-Dieu.
Alcuni dei membri del movimento liturgico intendevano riportare la liturgia romana al periodo tardo-antico, considerato un riferimento dal punto di vista ecclesiologico, in vista di un disegno ecumenico. Dal punto di vista pratico il movimento liturgico metteva in atto pratiche come quella delle messe sincronizzate, in cui diversi celebranti su altari diversi, sincronizzavano i loro movimenti con quelli del celebrante dell'altare maggiore, o come la messe celebrate verso il popolo, pratica rara all'epoca, che trovava attuazione soprattutto nell'ambiente degli scout cattolici. Nel 1955 Paul Claudel protestò pubblicamente su Le Figaro littéraire contro la messa celebrata verso il popolo in un articolo intitolato La Messe à l'envers.
Papa Pio XII con l'enciclica Mediator Dei del 20 novembre 1947 condannò alcuni abusi che erano stati attuati dal movimento liturgico, fra cui il ritorno alla fonti antiche al di là dei riti introdotti dalla Chiesa nel corso dei secoli, le celebrazioni in lingua volgare, la soppressione di alcuni brani dalla Sacra Scrittura, l'abolizione del colore liturgico nero, la sostituzione dell'altare con una tavola, l'eliminazione di immagini e statue di santi. Dom Botte reagì bloccando le iniziative per evitare la condanna della Congregazione dei Riti, ma si riservò di preparare in privato dei progetti di riforma che gli episcopati avrebbero dovuto presentare a Roma. Per avere successo questi progetti dovevano essere coordinati in riunioni internazionali. Un primo congresso internazionale si svolse a Lugano nel 1953, un altro si svolse ad Assisi nel 1956. Alle riunioni internazionali partecipavano vescovi, professori e liturgisti e venivano discussi temi come l'orientamento dell'altare, la soppressione dell'offertorio, perché doppione della consacrazione, l'introduzione delle lingue nazionali, la concelebrazione La concelebrazione era stata oggetto di celebrazioni abusive, fra cui le quasi-concelebrazioni di dom Casel, nelle quali i sacerdoti assistevano alla messa disposti in semicerchio davanti all'altare e prendevano la comunione dalla sua mano e le concelebrazioni selvagge, fra cui quelle della parrocchia pilota di La Bouverie nella diocesi di Tournai in cui i sacerdoti pronunciavano contemporaneamente le parole della consacrazione.
Negli anni Cinquanta la relazione tra il movimento liturgico e l'arte si espresse in Francia con la rivista l'Art sacré, animata dai padri domenicani Paul Couturier e Pie-Raymond Régamey, la cui idea portante era che l'arte religiosa dovesse avvicinarsi all'arte contemporanea, anche quando la sua ispirazione negasse ogni forma di trascendenza. Infatti secondo il padre Régamey: «anche senza la fede, i grandi artisti hanno un senso metafisico del mistero». I domenicani misero in atto questi concetti attraverso la costruzione di conventi molto moderni, come quello di La Tourette a Éveux, opera di Le Corbusier, quello di Tolosa-Rangueil e quello di Lilla. La chiesa di Plateau d'Assy, opera di Maurice Novarina, divenne una chiesa manifesto delle nuove tendenze: in facciata presentava una coloratissima ceramica cubista di Fernand Léger e all'interno il Cristo di Germaine Richier, di cui il vescovo di Annecy dovette ordinare la rimozione in seguito allo scandalo. Altri celebri artisti intervennero a Plateau d'Assy: Jean Bazaine, Georges Braque, Henri Matisse, Marc Chagall, Jean Lurçat, Georges Rouault.
Uno dei concetti cardine del movimento liturgico era l'actuosa participatio, la partecipazione attiva dei fedeli alla liturgia. Questo concetto fu espresso per la prima volta nel 1903 nel motu proprio Tra le sollecitudini di papa Pio X. Originariamente si riferiva alla partecipazione dei fedeli al canto liturgico e più in generale all'assistenza alle sacre cerimonie in modo pio, attento e non distratto. Un responso del Congregazione dei Riti del 4 agosto 1922 autorizzò i vescovi diocesani a permettere la messa dialogata secondo l'opportunità. Secondo un'interpretazione della Congregazione del Concilio dell'anno successivo la messa dialogata era desiderabile soprattutto nelle case di religiosi e nelle istituzioni per i giovani. Tuttavia, negli anni Trenta la messa dialogata divenne una pratica diffusa in Belgio, in Francia e in Germania, sebbene fino agli anni Sessanta i fedeli non recitassero Gloria e Credo. Nel 1956 il Sant'Uffizio approvò per la Francia un lezionario in volgare per fare seguire all'epistola e al Vangelo recitate in latino la loro traduzione per i fedeli, che in genere precedeva l'omelia. Altre concessioni anticiparono la riforma liturgica, come l'alleggerimento del digiuno eucaristico concesso temporaneamente in Francia nel 1947 e in India nel 1949 e la facoltà per i preti operai di celebrare messe vespertine.